# Полет 3603 на „Аерофлот“
Полет 3603 на „Аерофлот“ е редовен вътрешен пътнически полет от летище „Красноярск“, Красноярск, до летище „Норилск“, Норилск, Руска съветска федеративна социалистическа република, СССР, управляван от „Аерофлот“. На 7 ноември 1981 г. самолетът „Туполев Ту-154B-2“, който изпълнява полета, се разбива в терена при опит за кацане на летището в Норилск приблизително на 460 м от пистата, като преди това удря могила в открито поле и се плъзга по замръзналата земя в продължение на 300 м. При катастрофата умират 95 пътници и 4 члена на екипаж на борда на машината.
При разследването е установено, че номиналният товар изчислен въз основа на стандартното тегло на един възрастен пътник и дете е с 565 кг повече от посоченото в транспортните документи. На четирима пътници не са издадени талони за безплатен превоз на деца, поради което на борда има 6 неотчетени малки деца, което увеличава теглото спрямо посоченото в документите с още 120 кг. Самолетът е с общо 2300 кг над изчисленото тегло и центърът му на тежест е извън възможностите на машината. Тежкото състояние на носа кара самолетът да се спусне под глисадата, докато извършва последния си задход.
Самолетната катастрофа разкрива и недостатъците в дизайна на „Туполев Ту-154B“, които са явни още при полетните изпитания през 1974 г. и 1975 г., от които става ясно, че самолетът не е напълно безопасен. Установено е, че минималното ниво на надлъжна управляемост в установените режими може да бъде осигурена само при изравняване от 22%, но при условие че се увеличи скоростта на заход при кацане с 10 км/ч, в сравнение с тази, препоръчана в полетното ръководство. Тестове показват, че характеристиките на надлъжно управление на самолета силно зависят от режима на работа на двигателите. Пилотската кабина няма индикатор за максимално допустимите отклонения, а полетното ръководство не дава ясни инструкции в такива ситуации.
Въпреки резултатите от полетните изпитания през 1974 г., 1975 г. и 1979 г., които показват конструктивните недостатъци на „Туполев Ту-154B“, бързането за въвеждане и започване на експлоатация на нови модели довежда до факта, че конструкторското бюро „Туполев“ не предприема никакви конструктивни мерки за увеличаване надлъжната контролна граница на самолета. Същевременно ръководството на Държавния изследователски институт за гражданска авиация просто не контролира този момент.